# Transgender Studies Quarterly
Transgender Studies Quarterly (с англ. — «Ежеквартальные исследования трангендерности»), полное официальное название —TSQ: Transgender Studies Quarterly, также известен просто как TSQ — ежеквартальный рецензируемый научный журнал, посвящённый вопросам трагсгендерности с упором на социальные и гуманитарные аспекты исследований. Является первым в истории немедицинским журналом, который посвящён данной проблеме. Публикуется издательством университета Дьюка, расположенным в городе Дарем, Северная Каролина, США.
Основателями журнала выступили профессор университета Аризоны Сьюзен Страйкер и профессор Бруклинского колледжа и аттестационной школы Городского университета Нью-Йорка Пейсли Куррах. Они же, а также доцент университета Аризоны Франсиско Галларте являются его главными редакторами.

## История
Сьюзан Страйкер в интервью заявляла, что она работала над идеей первого номера журнала с 1990-х годов. Вместе с Пейсли Куррахом они рецензировали 36 номер журнала Women's Studies Quarterly, посвящённый вопросам трансгендерности в 2008 году, и именно тогда они поняли, что есть необходимость основания специализированного журнала на эту тематику. Во многом это решение было принято из-за того, что у них были материалы на более чем 200 статей, однако они могли опубликовать лишь 12. В мае 2013 они начали кампанию на Кикстартере с целью собрать дополнительные средства на публикацию журнала. За первые пять дней учёным пожертвовали около 10 тысяч долларов США, а общий бюджет, собранный на площадке, составил свыше 25 тысяч долларов.
Поскольку идея вызвала повышенный ажиотаж, было решено выпустить двойной дебютный номер, который содержал бы 86 статей. Он назывался «Постпосттранссексуал» (англ. Postposttranssexual) в честь статьи 1992 года The Empire Strikes Back: A Posttranssexual Manifesto авторства Сэнди Стоун, которую нередко называют положившей начало исследованиям трансгендерности.

## Описание
Каждый выпуск журнала посвящён одной конкретной теме за исключением одного номера, который вышел 1 февраля 2018 года. Так, например, выпуск мая 2020 года целиком посвящён исследованию трансгендерной порнографии и включает в себя статьи, написанные в сооавторстве с порноактрисами, например Коррой дель Рио. Для журнала характерен междисциплинарный характер публикаций с особым упором на гуманитарные и социальные аспекты. Обычно выходит ежеквартально, однако в 2016 году было два двойных выпуска, а в 2018 — три выпуска, один из которых — двойной. Средний размер обычного издания — от 150 до 200 страниц. В заявлении о миссии журнала говорится, что он «исследует разнообразие гендера, пола, сексуальности, воплощения и идентичности способами, которые не нашли должного внимания в феминистской и квир-науке».
В само понятие «транс» в данном журнале вложено больше, чем предполагает его определение. Де-факто журнал посвящён не только трансгендерности, но и небинарности в любом её проявлении. Журнал признает евроцентрическую историю термина «трансгендер» в том виде, в котором он используется сегодня, и предпочитает с уважением воспринимать этот термин как потенциальный объединитель глобального опыта гендерных исследований. Основная цель журнала — охватить точку зрения исследований трансгендерности, согласно которой сами транс-люди могут быть как субъектом знания, так и объектом знания. Последнее означает то, что данных представителей человечества можно исследовать отдельно, а не только в статьях по темам других научных исследований.
К моменту своего появления журнал был уникальным в своём роде — единственное не медицинское научное издание, посвящённое вопросам трансгендерности. Кроме того, по словам исследователя Мэтью Хайнца, появление данного журнала вывело саму дисциплину на новый уровень.
На 2021 год Scopus CiteScore журнала равен 0,7.